# Decreto di attuazione degli statuti
Il decreto di attuazione degli statuti delle Regioni a statuto speciale è un decreto legislativo della Repubblica Italiana, con il quale vengono pubblicate le norme di attuazione delle regioni italiane a statuto speciale deliberate dalle  commissioni paritetiche Stato-Regione, e promulgato dal presidente della repubblica.

## Valore delle norme
Secondo la ricostruzione dei costituzionalisti, accolta anche da documenti delle regioni, i decreti di attuazione degli statuti sono fonti normative di livello inferiore alla legge costituzionale con cui sono emanati e modificati gli Statuti, ma hanno tuttavia una forza e valore superiore a quello delle leggi ordinarie, disponendo norme di indirizzo per il legislatore, in questo caso regionale.
Dal punto di vista formale si presentano con il carattere di decreti legislativi mentre in un primo tempo erano decreti del presidente della Repubblica, con la caratteristica di assenza della delega preventiva del Parlamento tramite una legge in senso formale. Una procedura specifica regola la loro emanazione: sono approvate dal Governo, ma necessitano di un'istruttoria e proposta di una commissione paritetica.
Anche nelle regioni a statuto ordinario si è avuto un ampliamento delle competenze regionali, ma tale compito è stato assunto dalle leggi o da atti che hanno il carattere di legge in senso materiale sono atti delegati a seguito di ordinaria delega per effetto di una legge votata dal parlamento.

## Commissione paritetica
Nelle regioni a statuto speciale, le norme di attuazione, frutto, appunto di un consenso congiunto tra autorità centrale e quella regionale, non passano da un voto del parlamento italiano, ma da un apposito organismo denominato Commissione paritetica Stato Regione, composta da membri designati in misura uniforme dal governo centrale e dalla Regione.
Le commissioni paritetiche, previste da ciascun statuto speciale, sono cinque, una per la Valle d'Aosta (art. 48-bis), una per il Trentino-Alto Adige (art. 107), una per il Friuli Venezia Giulia (art. 65), una per la Sardegna (art. 56) e una per la Sicilia (art. 43).
Il Trentino-Alto Adige prevede inoltre un'ulteriore Commissione paritetica per la competenze della provincia autonoma di Bolzano.

### Composizione
È composta in Sicilia di quattro membri: 2 di nomina del Consiglio dei Ministri e 2 della Giunta regionale, in Trentino-Alto Adige di 12, 6 nominati dal Governo, 6 dai consigli regionale e provinciali, in Friuli Venezia Giulia di 6 membri, in Valle d'Aosta di 6 membri, in Sardegna di 4.

## Le riforme costituzionali del 2001
Le riforme costituzionali del 2001 hanno inciso sulle norme di attuazione degli statuti delle regioni a statuto speciale, ma non hanno fatto venir meno della loro funzione.
L'articolo 11 della legge 5 giugno 2003, n. 131(Disposizioni per l'adeguamento dell'ordinamento della Repubblica alla legge costituzionale 18 ottobre 2001, n. 3) ha confermato l'attività delle commissioni paritetiche previste dagli statuti speciali in particolare per quanto riguarda 
il trasferimento dei beni e delle risorse strumentali.

## Elenco dei DL attuativi degli statuti speciali

### Periodo 2013 - oggi
- D.Lgs. 15 dicembre 2015, n. 222  Norme di attuazione dello statuto speciale della Regione siciliana per il trasferimento delle funzioni in materia di sanità penitenziaria.
- D.Lgs. 11 dicembre 2016, n. 251  Norme di attuazione dello Statuto della Regione Siciliana recante modifiche al decreto del Presidente della Repubblica 26 luglio 1965, n. 1074, recante:” Norme di attuazione dello Statuto della Regione Siciliana in materia finanziaria”.
- D.Lgs. 25 gennaio 2018, n. 16  Modifiche al decreto del Presidente della Repubblica 26 luglio 1965, n. 1074, recante:” Norme di attuazione dello Statuto della Regione siciliana in materia finanziaria”.

### Regione Friuli Venezia Giulia[9]
- 153/2012  Norme di attuazione dello statuto speciale della regione autonoma Friuli-Venezia Giulia recanti forme di raccordo tra lo sportello unico per l'immigrazione e gli uffici regionali e provinciali per l'organizzazione e l'esercizio delle funzioni amministrative in materia di lavoro, attribuite allo sportello medesimo.[10]
- 152/2012 Norme di attuazione dello statuto speciale della regione autonoma Friuli-Venezia Giulia, concernenti modifiche al decreto legislativo 23 dicembre 2010, n. 274, riguardante il trasferimento di funzioni in materia di sanità penitenziaria.[11]
- 29/08	"Norme di attuazione dello statuto speciale della regione autonoma Friuli-Venezia Giulia in materia di catasto e libro fondiario"[12]
- 35/07	"Norme di attuazione dello Statuto speciale della regione autonoma Friuli-Venezia Giulia, concernenti integrazioni al decreto legislativo 24 aprile 2001, n. 237, in materia di trasferimento alla Regione di beni immobili dello Stato"[13]
- 34/07	"Norme di attuazione dello Statuto speciale della regione autonoma Friuli-Venezia Giulia, in materia di beni culturali e paesaggistici"[14]
- 33/07	"Norme di attuazione dello Statuto speciale della regione autonoma Friuli-Venezia Giulia, concernenti modifiche al decreto legislativo 1º aprile 2004, n. 111, riguardante il trasferimento alla regione di funzioni in materia di viabilità e trasporti"[15]
- 137/07	"Norme di attuazione dello statuto speciale della regione autonoma Friuli-Venezia Giulia in materia di finanza regionale"[16]

### Regione Sardegna
- 140/2011 Norme di attuazione dello Statuto speciale della Regione autonoma della Sardegna in materia di sanità penitenziaria.

- 46/08	"Norme di attuazione dello statuto speciale della regione autonoma Sardegna concernenti il conferimento di funzioni e compiti di programmazione e amministrazione in materia di trasporto pubblico locale"[18]
- 267/06	"Norme di attuazione dello Statuto speciale della regione Sardegna recanti modifiche al decreto del Presidente della Repubblica 19 maggio 1949, n. 250, in materia di demanio e patrimonio"[19]

### Regione Siciliana
- Decreto legislativo del 4/10/2012 per l'attuazione delle norme dello statuto speciale della Regione siciliana in materia di credito e risparmio [20]
- 266/2010 Norme di attuazione dello statuto speciale della Regione siciliana concernenti il trasferimento, alla Regione, del Castello della Colombaia di Trapani.

- 265/2010 Norme di attuazione dello statuto speciale della Regione siciliana concernenti il trasferimento alla Regione di beni immobili dello Stato.

- 153/10	"Norme di attuazione dello statuto speciale della regione siciliana concernenti il trasferimento di funzioni in materia di grandi derivazioni di acque pubbliche"[22]
- 140/07	"Norme di attuazione dello statuto speciale della Regione siciliana, concernenti modifiche ed integrazioni al decreto del Presidente della Repubblica 30 luglio 1950, n. 878, in materia di opere pubbliche"[23]

### Regione Trentino-Alto Adige/Südtirol
- 170/2012  norme di attuazione dello statuto speciale per la regione Trentino-Alto Adige recante Modifica all'articolo 12 del decreto del Presidente della Repubblica 26 luglio 1976, n. 752, in materia di accesso negli uffici statali siti nella provincia di Bolzano [24]
- 172/2011 Norme di attuazione dello Statuto speciale della Regione Trentino-Alto Adige recante modifica dell'articolo 32, comma 3 del decreto del Presidente della Repubblica 15 luglio 1988, n. 574, in materia di tutela della popolazione di lingua ladina in provincia di Bolzano.

- 166/2011 Norme di attuazione dello Statuto speciale per la Regione Trentino-Alto Adige recanti modifiche ed integrazioni al decreto del Presidente della Repubblica 15 luglio 1988, n. 305, in materia di controllo della Corte dei conti.

- 142/2011 Norme di attuazione dello statuto speciale per la Regione Trentino-Alto Adige recanti delega di funzioni legislative ed amministrative statali alla Provincia di Trento in materia di Università degli studi.

- 92/2011 Norme di attuazione dello statuto speciale per la regione Trentino-Alto Adige recanti modifiche ed integrazioni al decreto del Presidente della Repubblica 6 aprile 1984, n. 426, in materia di delega delle funzioni amministrative del Tribunale regionale di giustizia amministrativa di Trento.

- 86/10	"Norme di attuazione dello Statuto speciale della regione Trentino-Alto Adige sull'equipollenza degli attestati di conoscenza della lingua italiana e della lingua tedesca"[29]
- 83/07	"Norme di attuazione dello statuto speciale della regione Trentino-Alto Adige concernenti modifiche al decreto legislativo 18 maggio 2001, n. 280, in materia di catasto terreni e urbano "[30]
- 289/06	"Norme di attuazione dello statuto speciale della regione autonoma Trentino-Alto Adige/Südtirol, recanti modifiche al decreto del Presidente della Repubblica 26 marzo 1977, n. 235, in materia di concessioni di grandi derivazioni d'acqua a scopo idroelettrico"
- 250/06	"Norme di attuazione dello Statuto speciale della Regione Trentino-Alto Adige/Südtirol in materia di accademia di belle arti, istituti superiori per le industrie artistiche, conservatori di musica e istituti musicali pareggiati in provincia di Trento"[31]
- 245/06	"Norme di attuazione dello Statuto speciale della Regione Trentino-Alto Adige/Südtirol in materia di accademia di belle arti, istituti superiori per le industrie artistiche, conservatori di musica e istituti musicali pareggiati in provincia di Bolzano"[32]

### Valle d'Aosta/Vallée d'Aoste
- 12/2011 Norme di attuazione dello statuto speciale della regione Valle d'Aosta/Vallee d'Aoste recanti modifiche alla legge 26 novembre 1981, n. 690, recante revisione dell'ordinamento finanziario della Regione.

- 194/10	"Norme di attuazione dello statuto speciale della regione Valle d'Aosta/Vallée d'Aoste in materia di trasporto ferroviario"[34]
- 193/10	"Norme di attuazione dello statuto speciale della regione Valle d'Aosta/Vallée d'Aoste in materia di edilizia residenziale pubblica"[35]
- 192/10	"Norme di attuazione dello statuto speciale della regione Valle d'Aosta/Vallée d'Aoste recanti il trasferimento di funzioni in materia di medicina e sanità penitenziaria"[36]
- 179/10	"Norme di attuazione dello statuto speciale della regione autonoma Valle d'Aosta/Vallée d'Aoste concernenti l'istituzione di una sezione di controllo della Corte dei conti"[37]
- 50/08	"Norme di attuazione dello Statuto speciale della regione autonoma Valle d'Aosta/Vallee d'Aoste in materia di dighe"[38]
- 26/08	"Norme di attuazione dello statuto speciale della regione autonoma Valle d'Aosta/Vallèe d'Aoste, concernenti il trasferimento di funzioni in materia di salute umana e sanità veterinaria"[39]
- 13/08	"Norme di attuazione dello statuto speciale della regione Valle d'Aosta/Vallee d'Aoste in materia di motorizzazione civile e di tasse automobilistiche"[40]
- 142/07	"Norme di attuazione dello statuto speciale della regione autonoma Valle d'Aosta/Vallee d'Aoste, in materia di catasto"[41]
- 141/07	"Norme di attuazione dello statuto speciale della regione autonoma Valle D'Aosta/Vallee d'Aoste, in materia di esercizio del diritto di voto per le elezioni del Consiglio regionale"[42]
- 136/06	"Norme di attuazione dello statuto speciale della Valle d'Aosta - Vallee d'Aoste concernenti il conferimento di funzioni in materia di istituzioni di alta formazione artistica e musicale"[43]

### Regione siciliana
- 241/05	"Norme di attuazione dello Statuto speciale della Regione siciliana, recanti attuazione dell'articolo 37 dello Statuto e simmetrico trasferimento di competenze"[44]
- 125/05 "Norme di attuazione dello Statuto speciale della Regione Siciliana, concernenti il trasferimento di funzioni in materia di medicina penitenziaria"[45]
- 35/04 "Norme di attuazione dello statuto speciale della Regione siciliana relative alla partecipazione del Presidente della Regione alle riunioni del Consiglio dei Ministri"[46]
- 373/03 "Norme di attuazione dello Statuto speciale della Regione siciliana concernenti l'esercizio nella regione delle funzioni spettanti al Consiglio di Stato"[47]
- 296/00 "Norme di attuazione dello statuto speciale della Regione siciliana recanti modifiche ed integrazioni al decreto del Presidente della Repubblica 17 dicembre 1953, n. 1113, in materia di comunicazioni e trasporti"[48]
- 26/97 "Norme di attuazione dello statuto della Regione siciliana in materia di persone giuridiche private"[49]

- Regione Friuli Venezia Giulia

- Regione Sardegna

- Regione Trentino-Alto Adige/Südtirol

- Valle d'Aosta/Vallée d'Aoste